# 戴維斯角 (勞里島)
戴維斯角（英語：Point Davis），是南極洲的海岬，位於南奧克尼群島的勞里島，處於雷角西北面2.2公里的斯科舍灣北部，在1903年由蘇格蘭探險隊繪入地圖，現時由南極條約體系管理。